# Karennis
 (novembre 2024).

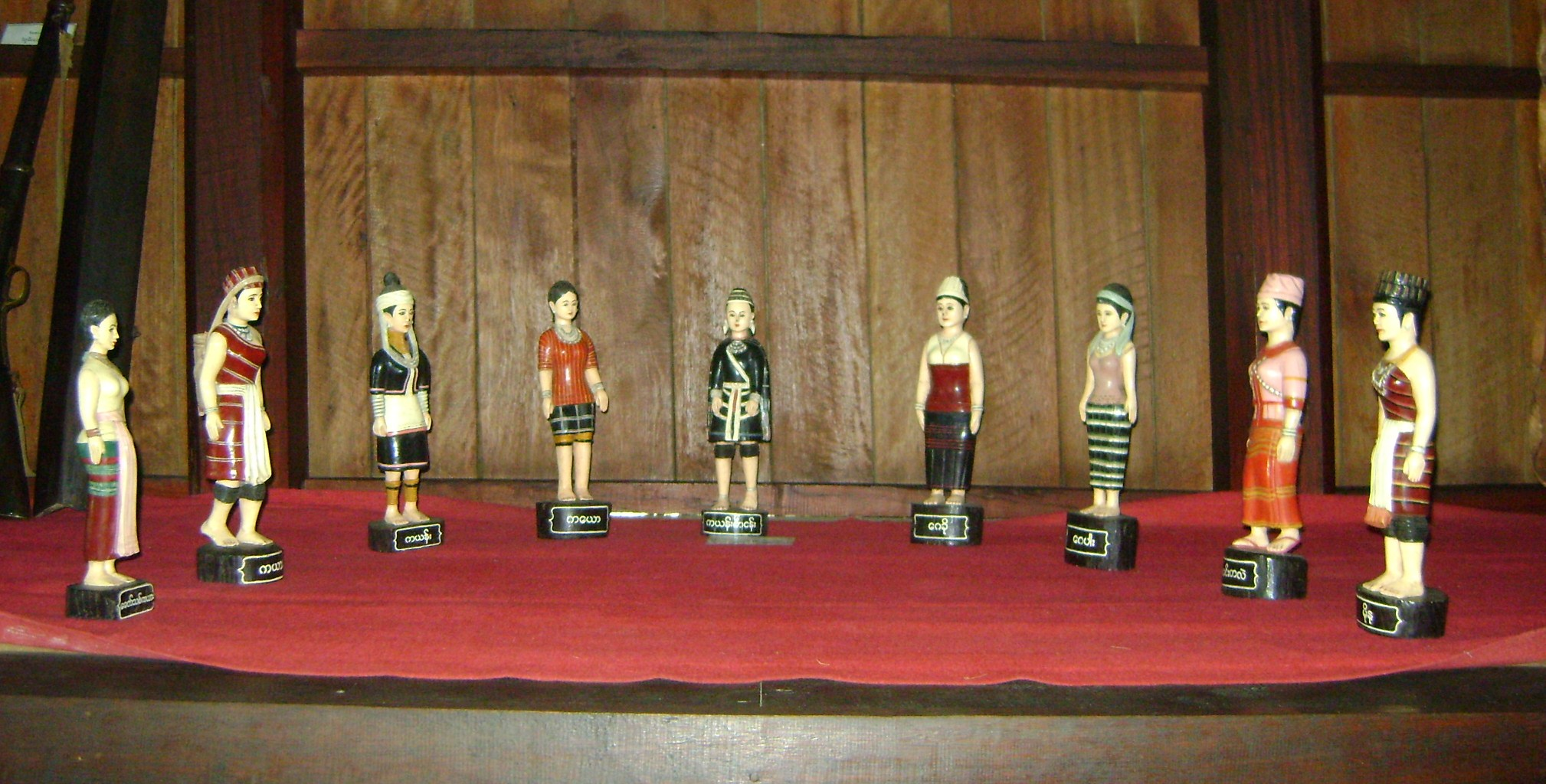
Figurines représentant les neuf sous-groupes karenni.

Les karenni (birman : ကရင်နီ , littéralement "Karen rouge"), également connus sous le nom de kayah (birman : ကယားလူမျိုး) ou kayah Li (karenni : ꤊꤢ꤬ꤛꤢ꤭ꤜꤟꤤ꤬), est un peuple karen originaire de l'État de Kayah en Birmanie.  
Selon un recensement de 1983, les karenni sont constitués des groupes suivants : Kayah, Geko (en) (Kayan Ka Khaung, Gekho, Kayan Kadao), Geba (Kayan Gebar, Gaybar), Lahwi (Kayan Lahwi), Bre, Manu-Manau (Kayan Manumanao), Yintale, Yinbaw kayan kangan, Bwe et Pa'O. Plusieurs groupes (Geko, Geba, Padaung, Yinbaw) appartiennent au kayan, un sous-groupe de la région de Karenni. Les groupes Bre et Manu-Manau appartiennent au sous-groupe Kayaw.

## États karenni

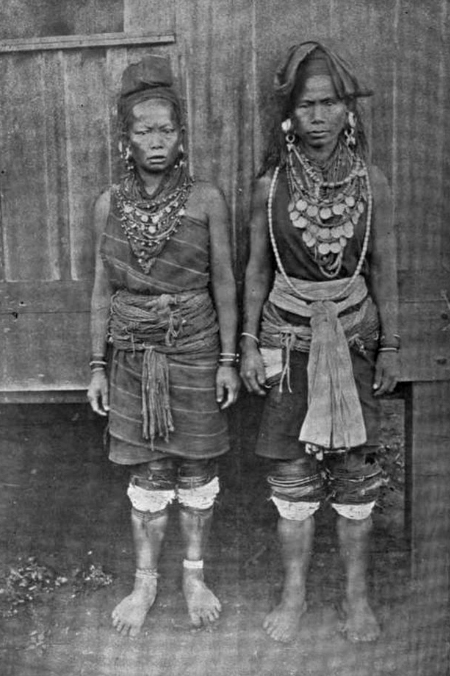
Femmes karenni en Birmanie britannique.

Les États karenni étaient un ensemble de petits États habités par le peuple karenni, dirigé par de petits princes appelés myozas. Parmi eux figuraient Kandarawadi (en) (le seul État dont le dirigeant était promu saopha ou sawba), Kyebogyi (en), Bawlakhe, Nammekon (en) et Naungpale (en). Ils étaient indépendants jusqu'à la domination britannique en Birmanie et avaient des liens féodaux avec le royaume birman. Les États bordaient les États Shan (en) de Mong Pai (en), Hsatung (en) et Mawkmai (en) au nord, la Thaïlande à l'est, le district de Papun en Basse-Birmanie au sud et une étendue des Karen Hills (en) habitée par les Bre et diverses autres petites tribus à l'ouest. Pendant la domination britannique, les karenni disposaient d'une garnison de police militaire, qui était stationnée dans le village de Loikaw.
Le gouvernement britannique reconnaît officiellement et garantit l'indépendance des États karennis dans un traité de 1875 avec le roi birman Mindon Min, par lequel les deux parties reconnaissaient que la région n'appartenait ni à la Birmanie ni à la Grande-Bretagne. Par conséquent, les États karennis n'ont jamais été pleinement intégrés à la Birmanie britannique. Les États karennis sont reconnus comme tributaires de la Birmanie britannique en 1892 lorsque leurs dirigeants ont accepté une allocation du gouvernement britannique. Dans les années 1930, la mine de Mawchi (en) à Bawlake était la plus importante source de tungstène au monde. La Constitution de l'Union de Birmanie de 1947 a proclamé que les trois États karennis devaient fusionner en un seul État constitutif de l'union, appelé État karennis. Elle prévoyait également la possibilité d'une sécession de l'Union après 10 ans. En 1952, l'ancien État Shan de Mong Pai est ajouté et l'ensemble est rebaptisé État de Kayah, peut-être dans l'intention de créer un fossé entre les karenni (dans l'État de Kayah) et le reste du peuple karen (dans l'État Karen), tous deux en lutte pour leur indépendance.

## Galerie

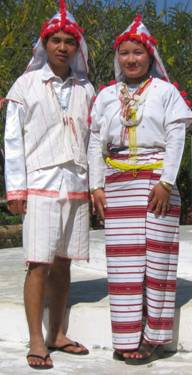
Un couple de Kayăn Lahta en tenue traditionnelle.
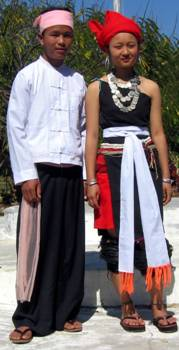
Un couple kayah.